# Phytomyza brischkei
Phytomyza brischkei är en tvåvingeart som beskrevs av Friedrich Georg Hendel 1922. Phytomyza brischkei ingår i släktet Phytomyza och familjen minerarflugor.
Artens utbredningsområde är Nederländerna. Inga underarter finns listade i Catalogue of Life.